# دير البنات (القدس)
دير البنات دير أثري للروم الأرثوذكس يقع داخل أسوار البلدة القديمة لمدينة القدس، بين دير مار ديمتري و دير العذراء. فيه كنيستان إحداهما أرضية تُعرف باسم كنيسة القديسة ميلانا، والثناية فوقها تُعرف باسم كنيسة مريم الكبيرة أو العذراء البكر.